# 윤진 (고려)
윤진(尹珍, ? ~ 1388년)는 고려 후기의 문신으로, 본관은 해평(海平)이다. 윤지표(尹之彪)의 차남이다.

## 생애
정확한 시기는 알 수 없으나, 문과에 급제한 것으로 보인다.
1382년(우왕 8) 판후덕부사(判厚德府事)로서 문과의 동지공거(同知貢擧)를 맡아 류량(柳亮) 등 33명에게 급제를 주었으며, 같은 해 정당문학(政堂文學)으로 승진하여 재추의 반열에 들어가고, 아버지의 해평군(海平郡) 봉작을 이어받았다.
1386년(우왕 12) 문하찬성사(門下贊成事)로서 밀직사부사(密直司副使) 이희번(李希蕃)과 함께 명에 사신으로 파견되어, 세공을 감소시켜 준 것에 대하여 사례하였다.
1388년(우왕 14) 순군상만호(巡軍上萬戶) 염흥방(廉興邦), 순군부만호(巡軍副萬戶) 도길부(都吉敷)·이광보(李光甫), 순군도만호(巡軍都萬戶) 반복해(潘福海), 위관(委官) 강회백(姜淮伯)과 함께, 자신도 위관으로서 조반(趙胖)의 심문을 맡았으며, 무진피화(戊辰被禍) 이후 다시 문하찬성사에 임명되었으나 그 해 졸했다.
시호는 문평(文平)이다.

## 가족 관계
- 증조 - 윤만비(尹萬庇) : 부지밀직사사(副知密直司事)·상호군(上護軍)
  - 조부 - 윤석(尹碩, ? ~ 1348년) : 도첨의좌정승(都僉議左政丞)·판전리사사(判典理司事)·해평부원군(海平府院君), 영의공(英毅公)
    - 아버지 - 윤지표(尹之彪, 1310년 ~ 1382년)[2] : 도첨의평리(都僉議評理)·해평군(海平君), 충간공(忠簡公)
    - 어머니 - 삼사우사(三司右使)·보문각대제학(寶文閣大提學)·상호군, 문극공(文克公) 조연수(趙延壽, 1278년 ~ 1325년)의 차녀[2]
      - 형 - 윤보(尹寶) : 응양군대호군(鷹揚軍大護軍), 아버지보다 먼저 사망
      - 첫째 부인 - 김유서(金惟敍)의 딸[7]
        - 첫째 사위 - 김구용(金九容, 1338년 ~ 1384년)[7][8] : 판전교시사(判典校寺事)
        - 둘째 사위 - 홍윤복(洪潤福)
        - 셋째 사위 - 성부(成溥, 1359년 ~ ?) : 첨지중추원사(僉知中樞院事), 증(贈) 병조판서(兵曹判書)

      - 둘째 부인 - 정당문학(政堂文學)·예문관대제학(藝文館大提學)·지춘추관사(知春秋館事)·감찰대부(監察大夫)·군부판서(軍簿判書)·상호군·경원군(慶源君)·문강공(文康公) 박원(朴遠, 1274년 ~ 1341년)의 3녀[7]
        - 장남 - 윤창(尹彰) : 양주부사(楊州府使)
        - 차남 - 윤신(尹莘) : 사윤(司尹)
        - 3남 - 윤수(尹須, ? ~ 1408년) : 좌부대언(左副代言)
        - 넷째 사위 - 권집지(權執智) : 지단양군사(知丹陽郡事)